# Андре Бретон
Андре Бретон (на френски: André Breton) e френски писател и поет, един от основоположниците на сюрреализма.

## Биография
Роден е на 19 февруари 1896 г. в Теншбре (Орн), Нормандия в скромно семейство.
По желание на родителите си започва да учи медицина. През 1916 г. е мобилизиран в Нант, където се запознава с Жак Ваше, млад мъж, който смята живота си за произведение на изкуството и се самоубива на 24-годишна възраст. Ваше оказва значително влияние върху Бретон, независимо, че не оставя след себе си нищо друго освен военновременните си писма.
През 1919 г. Андре Бретон, Луи Арагон и Филип Супо основават обзорното списание „Литература“ (Littérature). Поддържа близки контакти с дадаиста Тристан Цара. В „Магнитни полета“, написани съвместно със Супо, той осъществява на практика принципа на автоматичното писане.
През 1924 г. публикува „Първи манифест на сюрреализма“, който става теоретичната основа на движението, обхванало по-късно цяла Европа и всички области на изкуството. Около Бретон се сформира група, съставена от Филип Супо, Луи Арагон, Пол Елюар, Рене Кревел, Мишел Лерис, Робер Десно и др.
През 1927 г. влиза в Комунистическата партия, от която е изключен през 1933 г. Негов основен източник на доходи е продажбата на картини в художествената галерия, която основава.
Обезпокоен от политиката на вишисткото правителство, Бретон емигрира в САЩ през 1941 г. и се завръща в Париж след края на Втората световна война, през 1946 г. До края на живота си стимулира развитието на втора група сюрреалисти, наречена „Ла Бреш“ (1961 – 1965).
Умира в Париж на 28 септември 1966 г.

## Произведения
- Два манифеста на сюрреализма, София: ЛИК, 2009, ISBN 954-607-301-6